# Blade Night Berlin
Die Blade Night Berlin war in den Jahren 1998 bis 2000 eine politische Demonstration und Skatenight in Berlin und galt mit bis zu 60.000 Teilnehmern als zeitweise größte der Welt.

## Geschichte
Die Blade Night fand am 3. Juni 1998 zum ersten Mal mit etwa 30 Teilnehmern statt und war als Versammlung im Sinne des Versammlungsgesetzes angemeldet. Sie war nicht kommerziell und die Teilnahme kostenlos. Ihr Name wurde vom Veranstalter Jan-Philipp Sexauer markenrechtlich geschützt, um eine wirtschaftliche Auswertung seitens Dritter verhindern zu können. Versammlungsrechtliches Ziel war die gesetzliche Anerkennung von Skates als Fahrzeug im Sinne der Straßenverkehrsordnung. Durch Mundpropaganda und eine umfassende Medienberichterstattung wuchs die Teilnehmerzahl bereits 1999 auf etwa 30.000 an. Dies führte zu Verkehrsbeeinträchtigungen, so dass der damalige Verkehrssenator Jürgen Klemann (CDU) forderte, die Blade Night zu verbieten. Sein Ressort war für ein Verbot jedoch nicht zuständig. Nach einem von Partner für Berlin initiierten Hintergrundgespräch zwischen dem Veranstalter und Volker Hassemer (CDU) entschied der zuständige Innensenator Eckart Werthebach (CDU), dass die Blade Night weiterhin stattfinden dürfe. Eine gerichtliche Auseinandersetzung wurde so vermieden.

## Politisches Ziel
Die von der Blade Night geforderte Anerkennung von Skates als Fahrzeug im Sinne der Straßenverkehrsordnung (StVO) sollte es ermöglichen, auf öffentlichen Straßen legal mit Inline-Skates zu fahren. Im Juli 2000 forderte der sportpolitische Sprecher der Grünen, Winfried Hermann, in einer "Berliner Erklärung", dass Skates "als gleichberechtigtes Verkehrsmittel im Sinne der Straßenverkehrsordnung und der Straßenverkehrszulassung anerkannt werden müssen". Berliner CDU, SPD und die Grünen sprachen sich nun für Modellversuche in Berlin aus und anerkannten Skates als Verkehrsmittel.
Damit hatte die Blade Night Berlin ein Zwischenziel auf dem Weg zur gesetzlichen Anerkennung erreicht. Bei einer Anhörung im Bundestag erklärte auch ADAC-Chef Eberhard Waldau, dass in den Außenbezirken Tempo-30-Zonen für Skater freigegeben werden könnten. Am 6. September 2000 erhielt der Veranstalter von Bundestagspräsident Wolfgang Thierse und dem Bundesinnenministerium unter Otto Schily die Genehmigung, in der Bannmeile am Reichstagsgebäude vorbeizufahren. Als aufgrund ihrer Größe eine zunehmende Kommerzialisierung durch Dritte nur noch schwierig abzuwenden war, wurde die Versammlung seitens des Veranstalters im Jahr 2001 nicht mehr angemeldet. Die Blade Night Berlin fand im September 2000 zum letzten Mal statt. Nach ihrem Vorbild wurden auch in weiteren Städten Blade Nights durchgeführt. Seit dem 1. September 2009 kann Inline-Skaten auf der Fahrbahn gemäß § 31 Abs. 2 StVO durch ein Zusatzzeichen zugelassen werden. Die ehemalige Wortmarke Blade Night ist mittlerweile eine Gattungsbezeichnung für nächtliche Skate-Veranstaltungen.

## Nachfolgeveranstaltungen und Namensnutzung
Im Jahr 2000 wurde neben der Blade Night Berlin die „Berlinparade“ mit ähnlichen politischen Zielen angemeldet. Die Teilnehmerzahl der Blade Night erreichte sie jedoch nicht. Im Jahr 2003 wurde ebenfalls in Berlin eine „Balisto Blade Night“ veranstaltet, die trotz des ähnlichen Namens nichts mit der Blade Night zu tun hatte. Bereits im Jahr 1999 hatte eine Münchner Nacht-Skate-Veranstaltung den Namen „Blade Night“ ohne Absprache mit deren Erfinder genutzt. Dieser verzichtete darauf, gegen die Nutzung vorzugehen, weil er die Marke „Blade Night“ ausschließlich zur Abwehr kommerzieller Verwertungsversuche angemeldet hatte. Als 2003 die „Balisto Blade Night“ angekündigt wurde, die vom Nahrungsmittelhersteller Mars Incorporated gesponsert und von Sportsenator Klaus Böger (SPD) eröffnet werden sollte, erwog er, diese durch eine einstweilige Verfügung gerichtlich verbieten zu lassen. Letztlich verzichtete er auf einen Antrag bei Gericht, weil dieser voraussichtlich dazu geführt hätte, dass die „Balisto Blade Night“ untersagt worden und somit nicht nur der Sponsor, sondern auch die Skater getroffen worden wären. Die „Balisto Blade Night“ gab es nur kurze Zeit. Im Jahr 2004 fand sie nicht mehr statt. Seit 2004 gibt es eine „Skate-Night Berlin“, 2008 umbenannt in „skate by night“.  Hierbei handelt es sich jedoch nicht um eine Demonstration, sondern ebenfalls um eine kommerzielle Veranstaltung, die mit Sponsoren arbeitet und ein Startgeld verlangt.